# Impatiens godfreyi
Impatiens godfreyi — вид рослин із родини бальзаминових (Balsaminaceae).

## Епонім
Цей вид названо на честь пана К. Годфрі Вебб-Пепло (англ. C. Godfrey Webb-Peploe), християнського місіонера, соціального працівника та натураліста з товариства Дохнавур, Тірунелвелі, Таміл Наду, щоб відзначити його новаторські зусилля щодо вивчення, документування та збереження мега фауни і флори пагорбів Тірунелвелі, південні Західні Гати.

## Біоморфологічна характеристика
Новий вид схожий на Impatiens disotis Hook.f. від якого легко відрізняється насамперед тим, що I. godfreyi — багаторічний розгалужений деревний кущик заввишки до 200 см, з яйцювато-еліптичними листками, 2–3-квітковим зонтиковим суцвіттями, круглими штандартними пелюстками з великими багряно-червоними крапками всередині, бічними частками віночка, що перекриваються з виїмчастими верхівками, наявністю однодольчатої дистальної частки віночка із заокругленою верхівкою та конусоподібною губою з трубчастою вигнутою шпорою.

## Середовище проживання
Новий вид описано з вічнозелених лісів середньої висоти заповідника Калаккад Мундантурай, південні Західні Гати, Індія.